# Fußball-Oberliga Hessen 1986/87 (Frauen)
Die Fußball-Oberliga Hessen 1986/87 war die zweite Spielzeit als höchste Liga für Frauenmannschaften aus Hessen. Meister wurde der FSV Frankfurt der seinen Titel aus der Vorsaison verteidigen konnte.

## Abschlusstabelle
| Pl. | Verein                      | Sp. | Tore  | Punkte |
| --- | --------------------------- | --- | ----- | ------ |
| 01. | FSV Frankfurt               | 20  | 87:80 | 39:10  |
| 02. | SG Praunheim                | 20  | 50:18 | 32:80  |
| 03. | SV Hintermeilingen          | 20  | 39:41 | 22:18  |
| 04. | SV Roland Rothenkirchen     | 20  | 33:35 | 22:18  |
| 05. | TSV Eschollbrücken          | 20  | 34:33 | 20:20  |
| 06. | SV Flörsheim (N)            | 20  | 21:22 | 20:20  |
| 07. | KSV Reichelsheim            | 20  | 23:35 | 17:23  |
| 08. | TSV Battenberg              | 20  | 22:40 | 14:26  |
| 09. | SKG Frankfurt               | 20  | 16:36 | 14:26  |
| 10. | TSV Hungen                  | 20  | 20:38 | 10:30  |
| 11. | FC Britannia Eichenzell (N) | 20  | 12:43 | 10:30  |

| (N) | Aufsteiger aus der Landesliga |

## Deutsche Meisterschaft
Als hessischer Vertreter nahm der FSV Frankfurt an der Deutschen Fußballmeisterschaft 1987 teil wo er erst im Finale gegen den TSV Siegen verlor.